# Schrems
Schrems osztrák város Alsó-Ausztria Gmündi járásában. 2018 januárjában 5404 lakosa volt.

## Elhelyezkedése

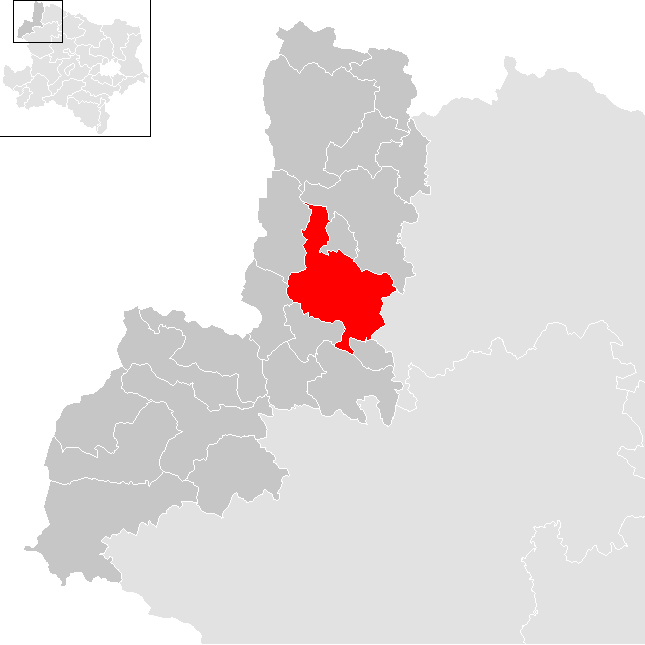
Schrems a Gmündi járásban

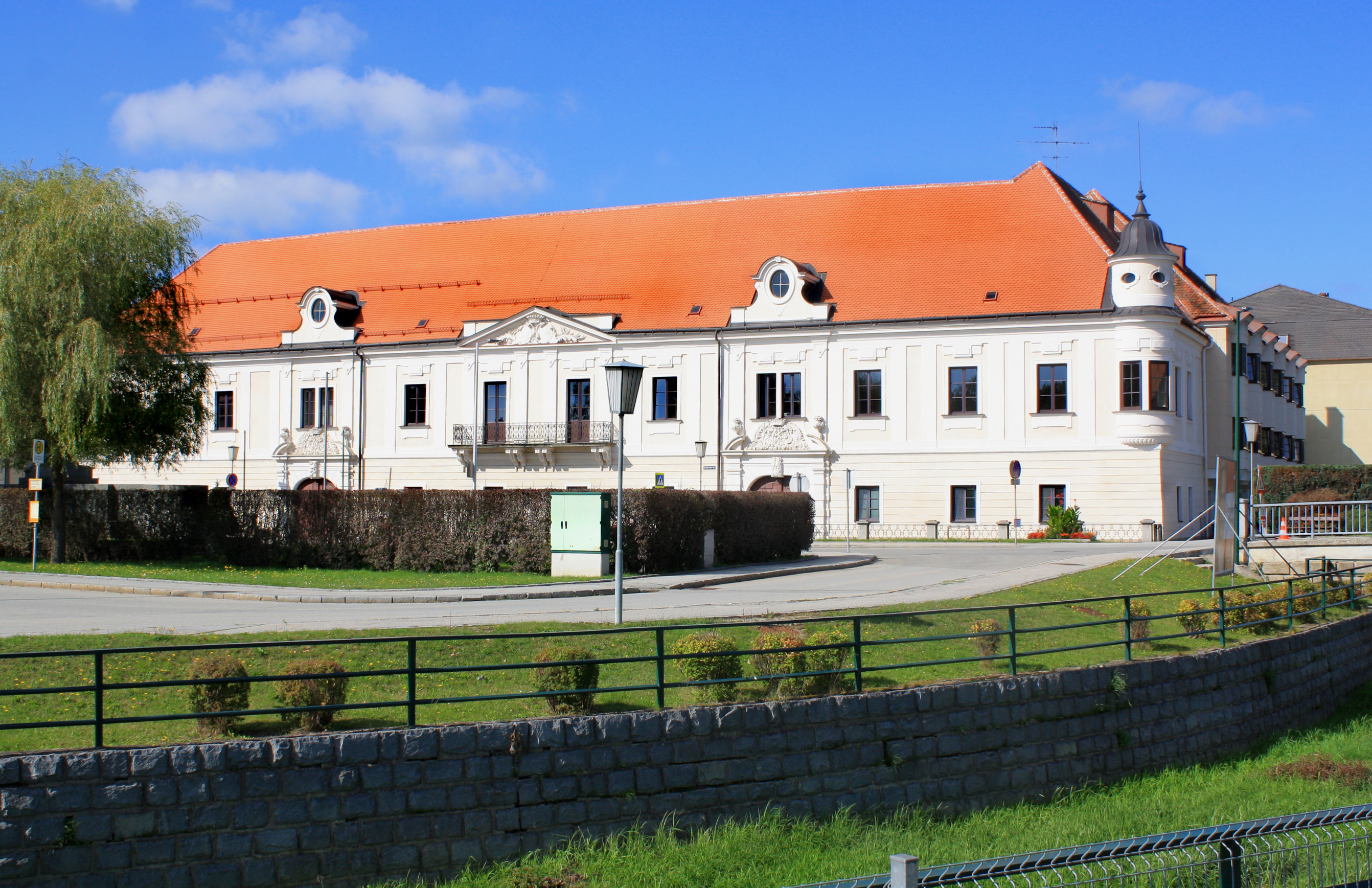
A schremsi kastély

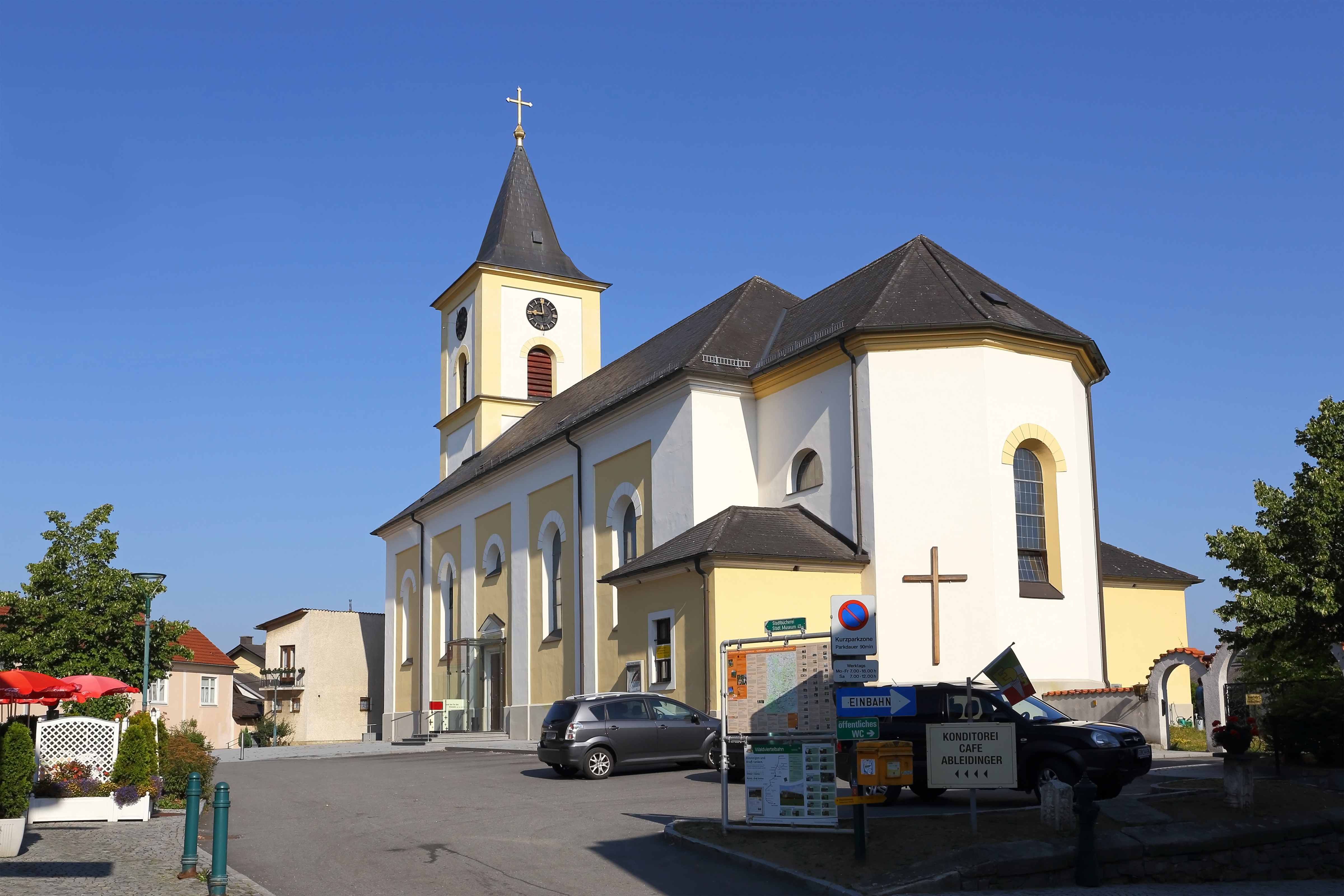
A schremsi Mária mennybemenetele-templom

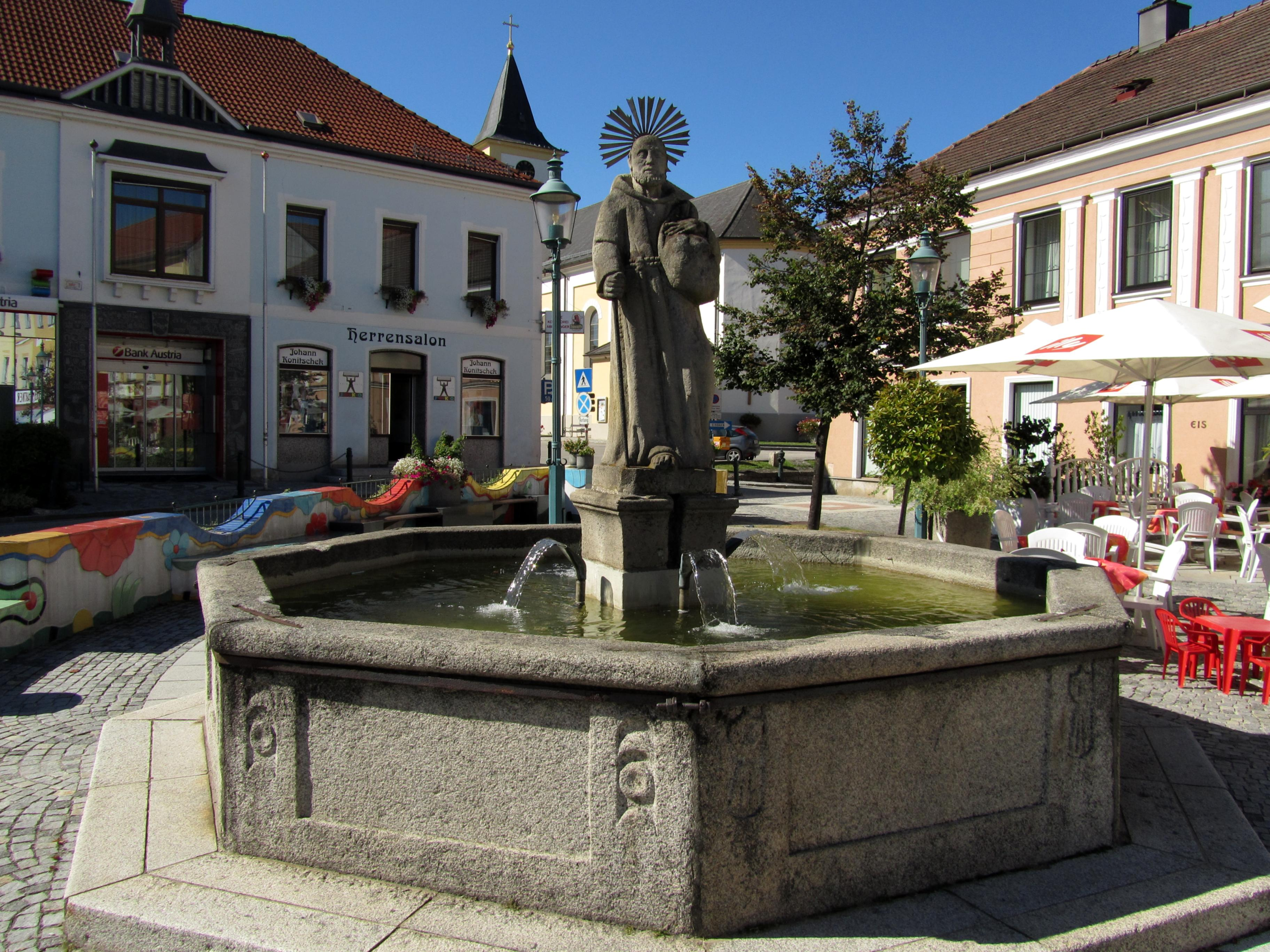
A Szt. Félix-szökőkút

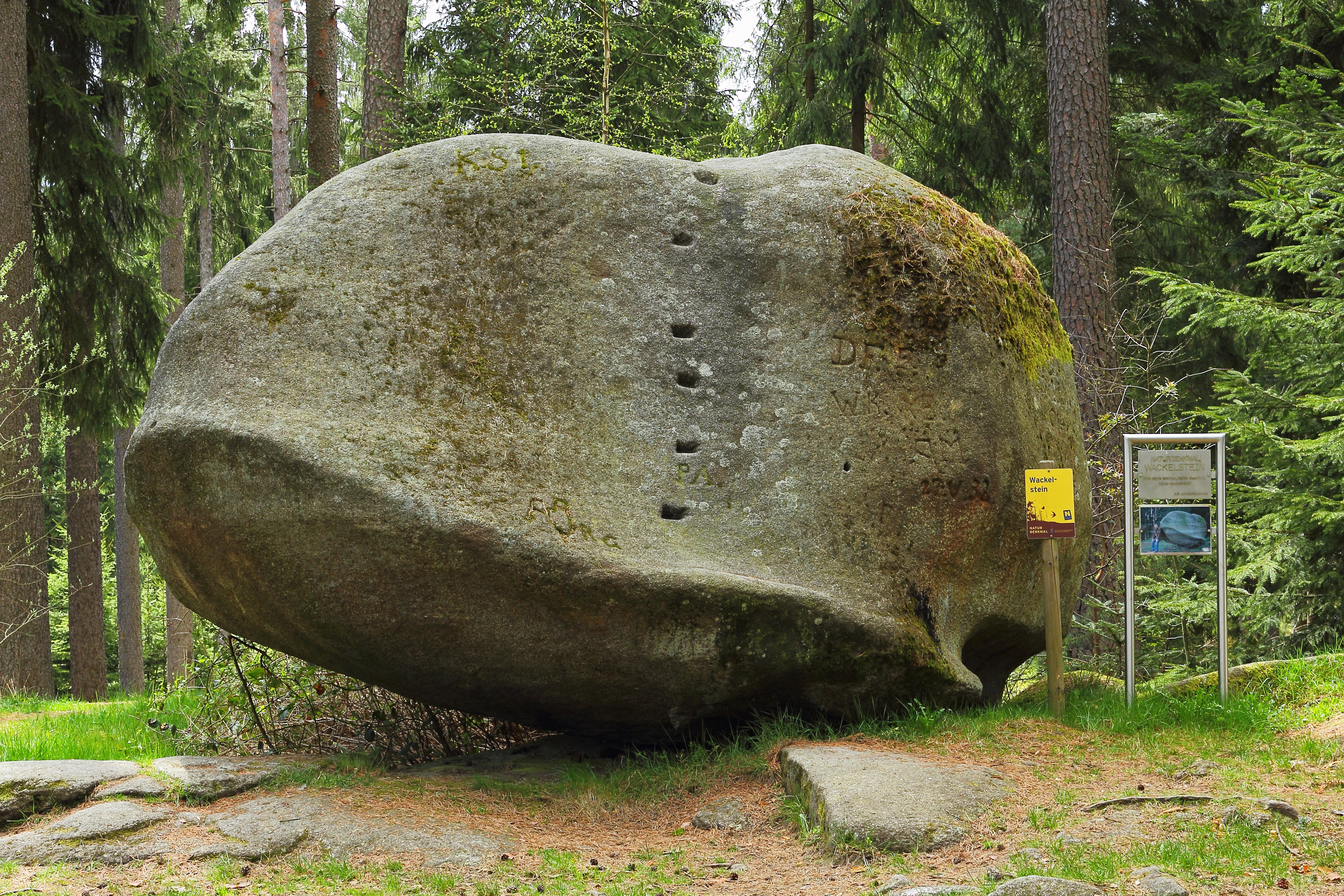
A Wackelstein

Schrems Alsó-Ausztria Erdőnegyedének (Waldviertel) északi részén fekszik, a Braunaubach folyó mentén. Területének 49,2%-a erdő. Az önkormányzat 14 települést egyesít: AAnderlfabrik (0 lakos 2018-ban),
Ehrenhöbarten (49), Gebharts (140), Kiensaß (33), Kleedorf (193), Kottinghörmanns (376), Kurzschwarza (86), Langegg (225), Langschwarza (242), Neulangegg (42), Neuniederschrems (50), Niederschrems (480), Pürbach (240), Schrems (3248). A kataszteri közösségek Ehrenhöbarten, Gebharts, Kiensass, Kottinghörmanns, Kurzschwarza, Langegg, Langschwarza, Niederschrems, Pürbach és Schrems.
A környező önkormányzatok: délkeletre Hirschbach, délre Kirchberg am Walde, délnyugatra Hoheneich, nyugatra Gmünd, északnyugatra Brand-Nagelberg, északra Amaliendorf-Aalfang, északkeletre Heidenreichstein, keletre Vitis.

## Története
Schremset 1200 körül alapították. Nevét (Schremelize) akkor még a Braunaubach folyóra is használták és írásban először 1179-ben említik. Nem ismert, hogy a települést nevezték el a folyóról vagy fordítva.
1410 körül már megemlítik sörfőzdéjét; ekkor már bíróság működött Schremsben. 1582-ben II. Rudolf császár címert adományozott a településnek. A 17. században, nagyjából a kastély építésével egy időben I. Lipót mezővárosi rangra emelte Schremset.
1680-ban pestisjárvány érte el a települést, 1772-ben és 1871-ben egy-egy tűzvész pusztított; utóbbinak 40 ház, az iskola és a templom esett áldozatául.
1936-ban Schrems városi rangot kapott. A második világháborúban a város polgárai közül 195-en estek el (a mai területét tekintve 344-en).
1984-ben egy rendkívül erős szélvihar több épületet megrongált, 2002-ben pedig a magas árvíz öntötte el a város egyes részeit.

## Lakosság
A schremsi önkormányzat területén 2018 januárjában 5404 fő élt. A lakosságszám 1971 óta (akkor 6033 fő) csökkenő tendenciát mutat. 2015-ben a helybeliek 94,4%-a volt osztrák állampolgár; a külföldiek közül 0,5% a régi (2004 előtti), 0,8% az új EU-tagállamokból érkezett. 3% a volt Jugoszlávia (Szlovénia és Horvátország nélkül) vagy Törökország, 1,3% egyéb országok polgára. 2001-ben a lakosok 87,3%-a római katolikusnak, 1,5% evangélikusnak, 4,5% mohamedánnak, 5,7% pedig felekezeten kívülinek vallotta magát. Ugyanekkor 5 magyar élt a városban. A legnagyobb nemzetiségi csoportot a német mellett a törökök alkották 3,9%-kal.

## Látnivalók
- az 1635-ben épült schremsi kastély
- a schremsi Mária mennybemenetele-plébániatemplom
- a langeggi Mária mennybemenetele-plébániatemplom
- a langschwarzai Szt. Egyed-plébániatemplom
- a városi múzeum
- az 1750-es Szt. Félix-szökőkút
- a 16. századi pellengér
- a Scremsi-láp natúrpark és kilátója
- a Waldvierteli Művészeti Múzeum
- a Wackelstein védett sziklaalakzat

## Testvértelepülések
- Třeboň (Csehország)

## Fordítás
- Ez a szócikk részben vagy egészben  a   Schrems (Niederösterreich) című német Wikipédia-szócikk ezen változatának fordításán alapul.  Az eredeti cikk szerkesztőit annak laptörténete sorolja fel. Ez a jelzés csupán a megfogalmazás eredetét és a szerzői jogokat jelzi, nem szolgál a cikkben szereplő információk forrásmegjelöléseként.